# Bill Butler (Politiker)

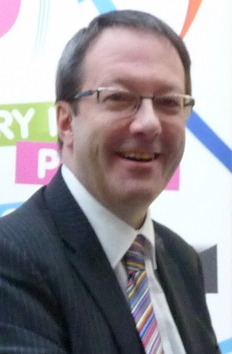
Bill Butler

Bill Butler (* 30. März 1956 in Glasgow) ist ein schottischer Politiker und Mitglied der Labour Party.

## Leben
Butler besuchte die St Mungo’s Academy in Glasgow. Er studierte anschließend an der Universität Stirling und erwarb seine Lehrbefugnis am Notre Dame College of Education in Bearsden. In der Folge war Butler als Englischlehrer, zuletzt am Notre Dame College of Education in Rutherglen, tätig. Er ist langjähriges Mitglied der Labour Party, der Gewerkschaft GMB und seit 1992 Mitglied des Bezirksrates von Glasgow. Butler ist mit seiner Parteikollegin Patricia Ferguson, die das Direktmandat des Wahlkreises Glasgow Maryhill beziehungsweise Glasgow Maryhill and Springburn hält, verheiratet.

## Politischer Werdegang
Bei den schottischen Parlamentswahlen 1999 errang der Labour-Politiker und First Minister Donald Dewar das Direktmandat des Wahlkreises Glasgow Anniesland. Am 11. Oktober 2000 verstarb er jedoch, weshalb in dem Wahlkreis am 23. Oktober 2000 Neuwahlen stattfanden. Butler trat Dewars Nachfolge in Glasgow Anniesland an und erhielt mit deutlichem Vorsprung das Direktmandat des Wahlkreises. Bei den Parlamentswahlen 2003 und 2007 kandidierte er jeweils wieder für Glasgow Anniesland und verteidigte sein Mandat. Bei den Schottischen Parlamentswahlen 2011 gelang es dem Kandidaten der SNP, Bill Kidd, schließlich das Direktmandat für Glasgow Anniesland mit einem Vorsprung von nur sieben Stimmen vor Bill Butler zu erlangen, wodurch dieser seinen Parlamentssitz verlor. Hierbei handelte es sich um den knappsten Gewinn eines Wahlkreises bei dieser Wahl. Da es sich bei Glasgow Anniesland um den ehemaligen Wahlkreis des verstorbenen Donald Dewar und eine Hochburg der Labour Party handelt, wurde diesem Sieg einige Bedeutung für die SNP beigemessen.